# Licates
Els licates (en llatí Licatii o Licattii, en grec antic Λικάτιοι o Λικάττιοι) eren una tribu dels vindèlics a Vindelícia que vivia vora el riu Licias o Licus del que deriven el seu nom.
Estrabó diu que era una de les tribus més valentes i audaces dels vindèlics, i també en parla Claudi Ptolemeu. Plini el Vell els anomena licates, i diu que va ser una de les tribus alpines sotmeses per August, i així consta al Trofeu dels Alps, que commemora la victòria d'aquest emperador sobre les tribus de la zona.